# ۱۲۳۶ (میلادی)
۱۲۳۶ (میلادی) هزار ودویست و سی و ششمین سال تقویم میلادی است.

## زادگان
- ۶ ژوئن – ون تیان‌شیانگ، نویسنده و شاعر چینی (د. ۱۲۸۳)

## درگذشتگان
- سُلیمان‌شاه، پدربزرگ عثمان اول، بنیان‌گذار امپراتوری عثمانی.